# 肯蒂：德州兇殺案
《肯蒂：德州兇殺案》是由尼克·安托斯卡和罗宾·维思创作，根据真实事件改编的的美国犯罪流媒体迷你剧。杰西卡·贝尔在该剧饰演现实生活中的坎迪·蒙哥马利，她被控于1980年在得克萨斯州使用斧头谋杀了她的邻居贝蒂·戈尔，影集于2022年5月9日在Hulu首播，每晚更新一集直至5月13日。